# Плоска (Рівненський район)
Пло́ска — село в Україні, у Рівненському районі Рівненської області. Населення становить 212 осіб. Орган місцевого самоврядування — Дядьковицька сільська рада.

## Історія
У записах Плоска («Плоское») виринає лише з 1562 року як власність багатих вельмож братів Чапличів Шпанівських - Федора, Івана Петровичів, які ділять «местечко Шпанов с замком и села Плоское, Мьїков, Олексин, Русивль, Созов и все движимое имущество». А у 1568 році маємо свідчення, яким спадкоємці Федора Хмари продають «Плоское» Федору Чапличу Шпанівському. Через рік у «Плоском лесу на порубе Дубинка» відкрито пункт продажу будівельних колод, «стосових дров», пнів. За інвентарем 1577 року Єрофей Гойський платить від «Плоского» за 9 «городень» і 5 млинових коліс. У наступному 1578 році «крестьяне Плоского» подали скаргу на підгірчан за ушкодження їхніх озимих посівів. Запис від 1595 року містить донесення про побиття «на плосковских прудах» дозорця, що намагався захопити виловлювачів риби сітями. Залишаючи місце сутички, браконьєри на схоплених конях втекли. Акт 1603 року засвічує пожар у «Старом боре около имения Плоского». З 1704 року частина земель «Плоской» переходить за борги до казни. Тоді ж в селі зроблено новий інвентар, встановлено змінені повинності селян. За даними 1889 року, «Плоская» - деревня, єпархіально приналежнадо Милостова. Тоді вона мала 69 дворів, понад 500 мешканців. Плоска в найдавніших записах мала форму Плоске («Плоское»), що вимагає зв’язку з об’єктом середнього роду типу «село, поле, місце». У книзі Олександра Цинкаловського Плоска іменується ще Ратків. Це ймовірна давніша назва, яка символізує ім’я людини Ратко, що від формувань типу Ратибор, Ратимир, де компонент рат від ратити «воювати». Можливо, цей Ратків пов’язаний з існуючим кутком Ратків, де за переказами поселився знатний воїн Ратний, якому тутешні риболови врятували життя після жорстокого двобою з лютим воєводою. Наймення Ратків має таку ж основу, що й Ратний. Неофіційно до Плоскої відносили хуторці: Ліканорів (Ликаноров). Біля Столяра, Санчин. їх назви від перших поселенців: Ліканора, Столяра, Санки. Село має кутки: Сахалін - «глузливе наймення віддаленої від центру дільниці»; Іванова долина - «заселений видолинок на маєтності Івана»; Клуня - «вуличка в околиці клунь»; Осередок - «дільниця на колишньому полі серед лісу»; Куток - «бокова вуличка»; Село - «центр»; Рибаки, Солов’ї, Дем’янова. А ось і назви інших плосківських об’єктів, як ось висоти: Кургани - «старовинні могильники»; Крем’яниця - «околиця, всіяна кременем»; Дика груша - «місце, де росла одинока дика груша»; Зіньків горбок - «ніби на маєтності легендарного ватажка Зінька»; Осоцька гора - «пагорб у зарослих осик»; Поля - Піщаниця, П’ятаки, Під гайком, Придатки, Садок, Окопи, Нива, Кут, Корчовні, Коло дуба, Коло вітряка, Дільниця, Валок, Бабичова, Базівського, Гількове, Гутинове, Гурбанове, Кучерів город, Паламарове, Тимошів терен, Чехів, Сміюха; луги, пасовиська - Байрак, Баранишин луг, Берег, Вигін, Вербень, Луги, Мазуришин пастовень, Моха, Пастовні, Підгорицька, Салюків берег, Стійло, Олшинки, Стернавки, Франчин; болота - Бирюза (Бируза), Грузьке, Дубровне, Дульове, Загаївщина, Завецьке, За могилками, Завільшина (Заольшина), За сошем, Коло заводу, Іванцеві береги, Котлянси, Лепеха, Лужок, Мохи, Наумове болото, Вільшина (Ольшина), Осока, Острів, Плав, Пустиші, Ялівка (Ялувка); місце для купання - Бабська яма; Баранова криниця; Бродок; Гнатова калюжа; Сажалка; Хімчукова яма; Шпачків колодязь; ліси - Великий ліс; Гайок; Дубинка; Казенний; Малий ліс; На корчунку; Обірок; Посадка; Островок; струмки - Копанка; Канава; Квоса.
- Малошпаківська сільська рада на сайті Верховної Ради України[недоступне посилання з квітня 2019]
- Погода в селі Плоска

| Україна | Це незавершена стаття з географії України. Ви можете допомогти проєкту, виправивши або дописавши її. |